# Нове Задибе
Нове Задибе (пол. Nowe Zadybie) — село в Польщі, у гміні Клочев Рицького повіту Люблінського воєводства.
Населення — 248 осіб (2011).
У 1975-1998 роках село належало до Седлецького воєводства.

## Демографія
Демографічна структура станом на 31 березня 2011 року:
|          | Загалом | Допрацездатний вік | Працездатний вік | Постпрацездатний вік |
| -------- | ------- | ------------------ | ---------------- | -------------------- |
| Чоловіки | 120     | 19                 | 83               | 18                   |
| Жінки    | 128     | 34                 | 69               | 25                   |
| Разом    | 248     | 53                 | 152              | 43                   |